# Sonegaon
Sonegaon è una suddivisione dell'India, classificata come census town, di 11.804 abitanti, situata nel distretto di Nagpur, nello stato federato del Maharashtra. In base al numero di abitanti la città rientra nella classe IV (da 10.000 a 19.999 persone).

## Geografia fisica
La città è situata a 20° 48' 17 N e 78° 57' 28 E.

## Società

### Evoluzione demografica
Al censimento del 2001 la popolazione di Sonegaon assommava a 11.804 persone, delle quali 6.226 maschi e 5.578 femmine. I bambini di età inferiore o uguale ai sei anni assommavano a 1.036, dei quali 535 maschi e 501 femmine. Infine, coloro che erano in grado di saper almeno leggere e scrivere erano 9.696, dei quali 5.407 maschi e 4.289 femmine.